# 蝙蝠女侠
蝙蝠女侠（英語：Batwoman）是出现在美国的DC漫画出版的漫画书中虚构的超级英雄角色。她是一个继承了大量家族财产的女富豪，在受到超级英雄蝙蝠俠的影响后，以她的财富和能力化身为一个蒙面义警出没在哥谭市。蝙蝠女侠共有两代，分别为凯西·凯恩和凯特·凯恩。
蝙蝠女侠是由编剧爱德蒙·汉密尔顿和画师谢尔顿·莫道夫在编辑杰克·希夫的指导下创作的蝙蝠侠关联人物。蝙蝠女侠初次出现在1956年的《侦探漫画》第233期，她作为蝙蝠侠的爱人被引入以反驳指控蝙蝠侠的同性恋的争议（1954）。当朱利叶斯·施瓦兹在1964年成为蝙蝠系漫画的编辑，他删除了大量他认为过时的角色，包括蝙蝠女侠、蝙蝠女孩、蝙蝠小子和蝙蝠犬。1985年的无限地球危机重启后蝙蝠女侠历史被抹除。
经过长时间的中断后，蝙蝠女侠于2006年在《52》第七期中被再次引入DC漫画。重启后以凯特·凯恩的身份在蝙蝠侠不在的情况下在哥谭市活动（2005年）。二代蝙蝠女侠被设定为是犹太血统和女同性恋以更好的吸引现代读者。蝙蝠女侠的性取向描述了引人瞩目的超级英雄同性恋故事，吸引了媒体广泛的关注，但也引起了不小的争议。
从2009年到2010年，取代了蝙蝠侠成为《侦探漫画》从854期到863期的主角。她随后在新52重启后拥有同名《蝙蝠女侠》漫画书月刊。DC重生后凯特·凯恩活跃在《侦探漫画》并成为蝙蝠侠组建的小队一员，2017年重新开始拥有自己的连载。
需注意的是，蝙蝠女侠（英語：Batwoman）与不是同一个角色。

## 出版历史

### 凯西·凯恩（1956至1979年，2011年至今）
凯西·凯恩主要出现在漫画书的白银时代。在1950年代早期，蝙蝠女侠是第一个“蝙蝠家族”的角色。超人家族系列已经证明超级英雄家族策略非常成功，编辑杰克希夫建议蝙蝠侠创造者鲍勃·凯恩，希望他创建一个蝙蝠家族新成員。最好是一个女性，以反驳指控对蝙蝠侠的同性恋指控。凯西·凯恩首次出现在侦探漫画# 233(1956年7月)。在初次登场時，蝙蝠女侠作为蝙蝠侠打击犯罪的女竞争者引入：
“只有一个蝙蝠侠！已经说过很多次，一直以来都是，从来没有任何人可与蝙蝠侠平分秋色，无论是作为法律的捍卫者，还是高超的格斗家,或是科学家，更别提他对伪装和侦探技巧的掌握！但是现在，在一个又一个难解的意外中，蝙蝠侠发现他在与一位神秘而迷人的女孩竞争……蝙蝠女侠 !”
她像蝙蝠侠一样是一个乔装的犯罪斗士，但她并不是蝙蝠侠简单的复制品。例如，她的武器伪装成常见的女性用品，如口红、化妆包、珠宝手镯、发网。在1960年代早期蝙蝠女侠经常出现在《蝙蝠侠》和《侦探漫画》的故事中。尽管粉丝的来信表明蝙蝠女侠已经成为受读者欢迎的角色，但编辑朱利叶斯·施瓦茨认为女性角色，以及其他蝙蝠系角色不合适他所规划的蝙蝠侠的新方向。在1964年的侦探漫画中，蝙蝠女侠这个角色被移除。新的角色蝙蝠女孩芭芭拉·戈登，不仅取代蝙蝠女侠的地位，受欢迎程度也超过原来的女性角色。而且事实证明，蝙蝠女孩也更适合新的时代，以及DC漫画公司开始采用的现实主义手法。与蝙蝠女侠不同的是，芭芭拉拥有类似蝙蝠侠的多功能腰带和其他各种装备，她还是一位技艺高超的武术家，她的平民身份还拥有博士学位。尽管读者要求重新启用蝙蝠女侠，但DC的编辑人员最初拒绝将这个角色从退休状态中带出来，因为当初她是专门为蝙蝠侠的恋爱故事而创作的。
……最初蝙蝠女侠和蝙蝠女似乎是因为蝙蝠侠和罗宾的生活需要一些浪漫因素才引入的。但由于时代的变化和一些深谋远虑的编辑，这些被束缚的女性角色已经一去不复返了。取而代之的是一个独立的犯罪斗士，这与之前一直被蝙蝠侠拯救的蝙蝠女侠相去甚远。
然而，随着1975年《蝙蝠家族》系列漫画的推出，读者们持续要求蝙蝠女侠出现在新的故事中。一位读者表示：
我完全搞不懂你为什么在前两期故事中忽略了蝙蝠女侠……我能理解你不愿意回到高谭市每个人都有蝙蝠侠身份的时代，但是你不能那么轻易地把蝙蝠女侠忽视掉……我期望她能在一个新的故事中出现，也许从退休中归来给“活力双雄”(蝙蝠女孩和罗宾)提供帮助。
蝙蝠女侠在《蝙蝠家族》第10期(1979)的故事“蝙蝠女孩的特邀英雄”当她从退休中归来协助蝙蝠女孩打败杀人蛾和骑士。然而，在第485期的侦探漫画(1979年8月- 9月)中，蝙蝠女侠被刺客联盟杀死(由铜虎协助)。编辑丹尼斯·奥尼尔之后接受采访时表示，“我们已经有了蝙蝠女孩，不需要蝙蝠女侠。”此事标志着地球-1凯西·凯恩的最终结局。一个地球-2版本的凯西·凯恩出现在《英勇与无畏》第182期(1982年1月)中。这个凯西·凯恩在这个世界蝙蝠侠与猫女结婚后退出了打击犯罪的生活。她从退休中归来帮助一个成年的罗宾和地球-1的蝙蝠侠打败雨果·斯特兰奇。
凯西·凯恩版本的蝙蝠女侠被现代作家格兰特·莫里森在他所主持的蝙蝠侠系列故事中以闪回的方式带回了蝙蝠侠的现代故事中，主要出现在《蝙蝠侠群英会》第4期(2011年8月)中。这一期刊揭示了现代DC漫画宇宙故事中初代蝙蝠女侠的起源；她是布鲁斯的姑姑。在她丧偶后，她和布鲁斯并肩作战，并一度成为恋人，直到她被杀。在那段时间里，她不情愿地作为间谍组织旋中谍的一员工作，该组织雇佣她来揭露蝙蝠侠的身份。她的生父被揭露是纳粹科学家奥托·内茨(德达勒斯博士)。2013年，莫里森在《蝙蝠侠群英会》的最后一期中揭露，凯西还活着并作为旋中谍的刺客。凯西随后在《格雷森》(2014-2016)中短暂露面，被称为零号特工。在格雷森第8期中，在迪克·格雷森和间谍头目米诺斯之间的一场冲突中，凯西出现了并杀米诺斯。

### 凯特·凯恩（2006年至今）
大事件《无限危机》(2005)是1985年《无限地球危机》的续集，它改变了DC漫画的连续性。随后，所有DC漫画出版线向后跳过一年，一个新的大型连载《52》追溯了无限危机之后三巨头隐退的一年。编辑声称要重新启用蝙蝠女侠时，画师亚历克斯·罗斯从他7年前为芭芭拉·戈登设计的修改后的蝙蝠女孩服装中获得灵感起草了初稿。罗斯和漫画编剧保罗·迪尼最初计划用重新起用蝙蝠女孩芭芭拉·戈登，并修改制服用红色代替原本的黄色。然而，由于戈登是为数不多的DC漫画中残疾的超级英雄之一，DC的编辑人员最后决定重新启用蝙蝠女侠。一次在接受采访时，罗斯说：“他们让我换了面具和头发，让它看起来更像蝙蝠女侠，而不是蝙蝠女孩……我向他们指出，面具让她看起来有点像女猎手——但也没有别的选择。我最初设计的面具，是给蝙蝠女孩的，是一个全封闭的面具，所以他们确实需要一些不同的东西。”
不同于白银时代的凯茜·凯恩那样被蝙蝠侠所吸引，新版的凯恩是女同性恋。她的性取向是在2006年春天这个角色被曝光的同时宣布的。此事出现在电视新闻媒体上，如美国有线电视新闻网、《今日美国》等普通新闻杂志，以及《Out》等同性恋文化杂志。现代版的蝙蝠女侠凯瑟琳·“凯特”·凯恩第一次出现在《52》(2006年)的第7期中，在这部漫画中，凯恩与前哥谭市警探蕾妮·蒙托亚有过罗曼史(她后来在最初的问者死后接手了他的面具)。在接受《精灵娱乐》杂志采访时，当被问及蝙蝠女侠的编辑为何决定让她成为一个同性恋角色时，DC漫画公司的高级副总裁兼执行编辑丹·迪迪奥说：“它来自于我们为了扩大DC世界开展的讨论，着眼于多样性的层次。我们想要一个更能反映当今社会，甚至是今天的粉丝群体的角色。我们让她成为同性恋的原因之一是，当你有了蝙蝠侠家族——一系列没有超能力、居住在同一个圈子、同一个城市的角色——你真的想要一些不同。对我来说，确保每个角色都独一无二是非常重要的。”
蝙蝠女侠的性取向最初得到的评价褒贬不一，从赞扬到愤怒不一而足。一位评论家说：“蝙蝠女侠将成为DC有史以来最引人注目的同性恋超级英雄。”虽然包括GLAAD在内的一些LGBT组织称赞DC漫画公司试图让他们的角色多样化，但也有一些人指出，蝙蝠女侠并不是第一个出现在漫画书中的男同性恋或女同性恋角色，也不是蝙蝠侠系列中唯一的女同性恋角色。
作为一个社会名流，凯瑟琳·凯恩和布鲁斯·韦恩熟识，也是一个叫马洛里的医生的朋友。她被描绘成有着瓷白色的皮肤，有几个纹身，在平时喜爱穿着朋克-精神摇滚-哥特式的服装风格。这个角色也是犹太人，曾在《52》中芮妮·蒙托亚一起庆祝光明节。在《侦探漫画》第854期中揭露她的父亲是一位前上校，还表明了她是贝特·“火鸟”凯恩的表亲。年轻的凯特还有一个继母，名叫凯瑟琳·凯恩，这使得凯瑟琳成为了贝蒂的阿姨。在2008年的纽约漫画展上，DC宣布蝙蝠女侠会出现在詹姆斯·罗宾逊编剧的新漫画《正义联盟》中。同年，在《侦探漫画》第854期开始，蝙蝠女侠短暂地成为主角。2009年纽约漫画展上，DC漫画公司宣布她将成为DC漫画公司最受人瞩目的同性恋超级英雄。《侦探漫画》第854期引入一个新反派，爱丽丝，同时也是蝙蝠女侠的孪生妹妹，伊丽莎白·凯恩。
从2010年开始，这个角色开始出现在同名的《蝙蝠女侠》中。在2010年发行了第零期之后，该系列于2011年DC全线刊物重启后，推出了《蝙蝠女侠》第一期。作家J·H·威廉姆斯三世和W·哈登·布莱克曼选择在凯特的家庭(包括伊丽莎白、贝特和其他亲戚在内的凯特家族)和她与“蝙蝠侠家族”的联系比较松散的基础上，扩大凯特的配角阵容。其中第十七期是一个里程碑，凯特向她的女友玛吉·索亚求婚。
2013年9月，联合编剧J.H.威廉姆斯和W·哈登·布莱克曼宣布，由于与DC就故事情节发生创作分歧，他们将在12月之后离开《蝙蝠女侠》。他们说，DC不允许拓展杀手克罗克的背景故事，留他们最初的结局，或者展示凯特和麦琪结婚的场景。在此之前，2013年2月，《蝙蝠女侠》第17期宣布凯特和麦琪的求婚。DC漫画公司声称蝙蝠女侠不能结婚，因为“英雄不应该有幸福的个人生活”。
2014年12月，DC宣布该系列将在今年3月在第40期和其他12个系列一起被取消。
在2016年,DC宣布DC宇宙：重生后蝙蝠女侠将作为主角之一加入《侦探漫画》,《侦探漫画》将继续沿用闪点前的刊号从#934开始连载。

## 角色传记

### 凯西·凯恩
在无限地球危机前的故事中，凯西•凯恩是一名继承了家族遗产高谭市女富豪，还是前马戏团演员，决定利用自己的技能和资源，成为一名身着制服的犯罪斗士。这部分是出于利他主义，部分是为了吸引蝙蝠侠的关注。在漫画的白银时代，蝙蝠女侠偶尔会在1956年至1964年出版的《蝙蝠侠》中客串。因为担心她的安险蝙蝠侠希望凯恩从中退出，但她仍然是他的盟友，即使她暂时成为了新的猫女。1961年，蝙蝠女侠的侄女贝蒂·凯恩也作为蝙蝠女孩加入了进来。凯西和贝蒂分别对蝙蝠侠和罗宾产生了兴趣。罗宾似乎回应了蝙蝠女的爱，而蝙蝠侠则保持冷淡。然而，在1964年，DC取消蝙蝠女侠、蝙蝠女、蝙蝠犬和蝙蝠小子。蝙蝠侠系列刊物在编辑朱利叶斯·施瓦茨的指导下进行了修改，去掉了20世纪50年代引入的许多科幻元素。然而,蝙蝠女侠继续出现在未来几年的蝙蝠侠与超人故事《世界最佳拍档》中。这个角色后来在20世纪70年代末再次出现，在蝙蝠侠家族和自由战士系列漫画中客串，经常和芭芭拉·戈登一起打击犯罪，芭芭拉·戈登后来成了新的蝙蝠女孩。在一个将蝙蝠女侠描绘成一名退休的犯罪斗士的故事中，她成为了一个马戏团的老板，直到刺客联盟和被洗脑的铜虎将她杀死。
在这段时间里，DC开始大量使用多重宇宙叙事模式，设定DC最早的故事(来自漫画书的黄金时代)发生在地球- 2的平行世界。DC在《英勇与无畏》中的一个名为“地球2的插曲”的故事中，讲述了老年的蝙蝠女侠的故事。后来，DC在1985年的《无限地球》中的的结局改变了DC漫画宇宙的连续性，继而改变了蝙蝠女侠和蝙蝠女的角色历史。在新的连续性中，凯西·凯恩确实存在，但她扮演的蝙蝠女侠的历史已经被抹去。蝙蝠女也从来没有出现过，但是一个叫火鸟的超级女英雄出现了，她有令人觉得熟悉的服装和名字，叫做“贝蒂·凯恩”。
尽管凯西·凯恩作为蝙蝠女侠的历史和贝蒂·凯恩的蝙蝠女的历史都被抹去了，但在危机后的出版物中也提到了这两位角色。在艾伦·摩尔的《蝙蝠侠:致命玩笑》中，蝙蝠侠盯着一张照片，照片上的蝙蝠女、蝙蝠女侠、蝙蝠犬和蝙蝠小子角色在当时并不存在。在《氪星》第一期，这是王国故事线的一部分，一个蝙蝠女侠鬼魂在氪星餐厅出没。蝙蝠侠短暂地认出她是“凯西”，但很快否认认识她。虽然凯西失去了自己的蝙蝠女侠身份，她也在一些危机后的出版物中被提及。根据DC漫画百科全书：DC漫画（2004）的权威指南，凯西被描述为一个富有的前马戏团女演员，继承了她父亲的财产，后来结识了布鲁斯韦恩，成为了一个哥谭市的社会名流。她最终成为了蝙蝠侠的打击犯罪的盟友,虽然她从未使用过蝙蝠女侠这个名称。DC百科全书的词条解释说，她买下了一个马戏团，被刺客联盟的成员谋杀;然而，铜虎并不是杀她的凶手。她的谋杀案再次在《自杀小队》第38期中被提起。在《野兽男孩》迷你系列中，火鸟试图用“从凯西阿姨那里借来的钱”来为野兽男孩保释。在《少年泰坦》39期中火鸟进一步提到中的“凯西阿姨在哥谭”。
在2005年无限危机之后，凯特•凯恩成为了新的蝙蝠女侠，这让DC公司得以重新审视凯茜•凯恩在无限地球危机后所扮演的角色;蝙蝠侠作家格兰特·莫里森明确表示，他将以蝙蝠侠的整个出版历史作为自己的背景故事。在第824期《侦探漫画》中，企鹅人把凯特·凯恩称为新的蝙蝠女侠，这是自1985年以来第一次暗示有更早的蝙蝠女侠。之后，凯茜出现在《蝙蝠侠》第682期的一个闪回故事中，在一个展示蝙蝠侠和原来的蝙蝠女侠接吻的回忆中，罗宾也展示了他对她和蝙蝠女的不信任。在这个故事中，凯西被称为“凯蒂”凯恩。在《蝙蝠侠》第686期中，蝙蝠侠的管家提到布鲁斯·韦恩曾经和凯茜有过一段罗曼史。
格兰特·莫里森2011年决定在《蝙蝠侠群英会》中完全重构凯茜·凯恩。凯茜·凯恩原名凯瑟琳·韦伯，在嫁给一个名叫内森·凯恩的百万富翁之前，她一直是一名有抱负的独立电影导演。内森·凯恩是罗德里克和伊丽莎白·凯恩的儿子，是布鲁斯·韦恩的母亲玛莎·韦恩 (凯恩)的弟弟。内森和凯茜彼此相爱，他给凯西买了个马戏团来买生日礼物。内森早逝后，凯西被一位名叫33号特工的年轻人接触，他将她招募入一个名为旋中谍的隐蔽间谍组织。她的第一个任务是追踪蝙蝠侠并发掘他的真实身份。为了引起蝙蝠侠的注意，她穿上了类似蝙蝠侠的服装，在试图接近蝙蝠侠的时候，她开始了自己的犯罪斗士职业生涯。她的计划成功了但两人相爱了，尽管凯茜是韦恩的姑姑。结果，她拒绝向她在旋中谍的上级透露他的身份。后来，凯茜遇到了纳粹头目德达勒斯(奥托·内茨饰)的头目，他声称自己是自己的亲生父亲，并威胁说，除非她继续执行自己的使命，否则向蝙蝠侠揭露她的身份。伤心欲绝的她中断了与布鲁斯的关系，以便把他从德达洛斯的计划中拯救出来。之后，蝙蝠侠和南美的义务警员埃尔·高乔被天蝎告知，埃尔·高乔是导致凯西被谋杀的罪魁祸首，因为他在成为超级英雄之前就是33号特工。蝙蝠侠跟高乔说，凯茜是被刺客联盟杀死的，天蝎是在撒谎，但高乔认为天蝎的指控不全是假的，蝙蝠侠不明白。在后续的《蝙蝠侠群英会：利维坦突击队》，一些在伪装成圣哈德里安在英格兰的女子精修学校的刺客训练基地训练的学生，穿着了改动过的凯茜的蝙蝠女侠服装——最初的面具被骷髅取代。之后发现,这些女人是旋中谍特工,专门追捕“利维坦阿尔古尔”的成员，而该组织正与蝙蝠侠展开战争。在《蝙蝠侠群英会》的最后一期中，凯西再次出现，她在蝙蝠洞中射杀了塔利亚阿尔古尔。她承认自己是圣哈德良的女校长，并要求蝙蝠侠不要去找她，她感谢蝙蝠侠把塔利亚带进了她的陷阱，并向间谍总部报告，又有一名国际罪犯被杀。
新52之后，迪克·格雷森伪造了自己的死亡，去为旋中谍l效力时，他在阴谋诡计的米诺斯的领导下工作。在迪克·格雷森和间谍头目米诺斯之间的一场冲突中，凯西出现了并杀米诺斯，凯恩目前成为了零号特工;她是旋中谍的真正头目。当迪克试图离开这个组织时，他发现他做不到，因为他的大脑里植入了“许普诺斯”，让他可以催眠别人，伪装自己的外表，但同时也允许间谍监视他。凯茜的脸被“许普诺斯”所掩盖，她追踪迪克去了哥谭市，告诉他可以花一天的时间跟朋友说再见，但他不能离开旋中谍。他去了哥谭市，告诉罗宾、红罗宾、红头罩和蝙蝠女孩他还活着，并通过密码与他们交流。在迪克的要求下，他们侵入了旋中谍的“许普诺斯”，这样在下次见面时，迪克就能看到零号特工的真面目。迪克的“许普诺斯”揭示了零号特工的身份，但那个名字不是凯西;她用了另一个名字卢卡·内茨，即凯茜的本名。后来透露，她的全名是卡特里娜·“卢卡”·内兹，她和她的姐姐（伊丽莎白·涅茨）处于敌对关系。

### 凯特·凯恩

#### 起源和早期生涯
凯特·凯恩在《52》第7期初出场(虽然她多次被称为凯茜)。在这本刊物中没有为凯特·凯恩描述起源;她的背景故事后来通过叙述和闪回的方式呈现在《侦探漫画》中。在童年时期，凯瑟琳·丽贝卡·“凯特”·凯恩和她的姐姐伊丽莎白·“贝丝”·凯恩是一对同卵双胞胎，非常亲密。12岁生日那天，他们作为军人的父亲不能回家，于是凯特和贝丝被他们的母亲加布丽尔·“加比”·凯恩带到了一家昂贵的餐厅去吃他们最喜欢的巧克力和华夫饼。在去餐厅的路上，一群持枪歹徒袭击了这家人，杀害了他们的保镖并将他们劫持为人质。在得知家人被绑架后，凯特的父亲上校雅各布·“杰克”·凯恩领导了一项营救任务，以营救他被绑架的家人。多年后，杰克与凯瑟琳·汉密尔顿·凯恩再婚。凯特就读于西点军校美国军事学院，在那里她获得了优异的成绩，并在班上名列前茅。然而，她在校期间被指控与另一名学生有同性恋关系，凯特的指挥官要求她否认这一指控。凯特告诉军官她拒绝撒谎，她承认自己是同性恋，并被迫离开学校。当她将此事直接告诉父亲时，她父亲支持她，并肯定她捍卫了自己的荣誉和正直。然后她搬回了哥谭市，在那里她上了大学，追求一种狂野的社会生活方式，包括各种聚会和纹身。凯特最终因超速被当时只是一名年轻的交通警察芮妮·蒙托亚拦下。两人约会了好几个月，当她告诉在芮妮自己从西点退学后，芮妮表达了对凯特缺乏生活目标的担忧之后，凯特斥责芮妮对同事和家人隐瞒自己的性取向，在一场争吵之后分手了。在试图给蕾妮打电话并为她的行为道歉时，凯特被一个想要她的钱包和手机的抢劫犯袭击了。受益于她所受到的军事训练，凯特在蝙蝠侠到来之前就轻松击败了罪犯。当蝙蝠侠离开现场时，她被蝙蝠信号灯所吸引。
在蝙蝠侠的遭遇后凯特受到了启发，凯特开始使用从父亲的军事基地偷来的军用防弹衣和武器打击犯罪。在被父亲发现后，凯特接受了他的帮助，并开始接受父亲军中好友在全球进行的为期两年的紧张训练。回到哥谭后，凯特发现父亲为她设计了一套蝙蝠装，以及一套基于蝙蝠侠已知的装备开发的实验性武器并藏于凯恩家中的地堡中。第一个提到现代蝙蝠女侠的是《侦探漫画》第824期里的企鹅人，他建议蝙蝠侠参加他的俱乐部开张活动时带个伴，问:“你为什么不带那个新的蝙蝠女侠呢?”之后在《52》第7期正式引入了蝙蝠女侠。凯恩与前高谭市警探芮妮·蒙托亚的关系密切，她是高谭市最富有的家族之一的继承人。在她的第三次出场中，在《52》第11期名为“蝙蝠女侠开战”的故事中，凯恩协助蒙托亚和她的搭档问者调查一个围绕着凯恩家族拥有的一个仓库的神秘事件。之后当蒙托亚和问者被耳语者阿黛尔的变形仆从攻击,凯恩化身蝙蝠女侠救了他们。
在《52 》第28期(2006)中，蒙托亚得知《罪之书》(罪恶邪教的神圣文本)中包含了一个预言，预言了“凯恩双名之女”被残忍地谋杀，她和问题回到了哥谭市，并在第30期与蝙蝠女侠联合，以避免罪恶邪教的计划。蝙蝠女侠之后出现在由格雷格·卢卡写的2006年DC的无限假日特刊中。在圣诞前夜蝙蝠女侠与夜翼继续回到哥谭市调查案件,夜翼给了她一个“正式的”蝙蝠镖。她还和蕾妮一起庆祝光明节，两人在圣诞节前接吻。这个故事补充了凯恩的一些背景设定，包括她是犹太人。在《52》(2007年)第48期中，当罪恶邪教意识到蝙蝠女侠的形象符合《罪之书》中的“凯恩双名之女”的形象时，他们洗劫了凯恩的公寓，并绑架了她意图牺牲她。蒙托亚来得太迟，无法阻止这一仪式，发现凯特被绑在了祭坛上堵住嘴，先知布鲁诺曼海姆在她的心脏里插了一把刀。在随后的对峙中，被解救的蝙蝠女侠从自己的胸口拔出刀来刺杀了曼海姆，然后瘫倒在蕾妮的怀里。她在芮妮及时帮她止血后活了下来，并藏在她的顶层公寓里疗伤，蕾妮成了新的问者后在她的公寓里点亮了蝙蝠灯，并问她"你准备好了吗"

#### 2007至2009年：最终危机倒计时
蝙蝠女侠随后出现在52期的《最终危机倒计时》系列中，此系列是DC次年夏季大事件的序曲。蝙蝠女侠出现在倒计时第39期(2007),跟着问者遭遇骗徒和魔笛之后,从企鹅的冰山酒吧尾随了出来。蝙蝠女侠与问者一起出现在短连载《犯罪圣经：五个血的教训》（2007）中。在格兰特莫里森的《最终危机》第三期（2008）的最后一页，她和神奇女侠、猫女和巨化女一起被反生命方程式控制。她的服装与已死的疯怒哈丽特类似。在《最终危机:启示录》第三期中，蝙蝠女侠被反生命方程式感染后攻击了问者。

#### 2009至2010年：侦探漫画
在最终危机和披风争夺战后，布鲁斯·韦恩去世了，由迪克·格雷森接替蝙蝠侠的职责。在这之后，凯特从第854期到第863期成为《侦探漫画》的主角。在第一个故事线“悲歌”中，蝙蝠女侠正在调查的一个新的犯罪宗教领袖来到哥谭。她遇到了蝙蝠侠(这里编辑故意让人猜不透到底是迪克·格雷森还是布鲁斯·韦恩)，与她讨论了她的发现。凯特对这次犯罪的宗教有了更深入的了解，她甚至纠正了蝙蝠侠，说哥谭市有13个而不是12个邪教教堂。蝙蝠侠向她承认了这个事实，并建议剪短她的头发的长度(但同一页上的画面上显示，其实她用长的红色假发隐藏了她真实的短发)。
她的个人生活也被提及，包括她与作为前上校的父亲的关系;作为蝙蝠女侠的盟友，她称呼他为“长官”。她的深夜义警活动也影响了她的恋爱关系。她的迟到和晚上不在家被她的女朋友认为她与其他女人有联系。女友断绝了与凯特的关系，因为她认为凯特还没有准备好要一段认真的关系。过去的创伤也仍然困扰着她。她后来找到了犯罪宗教的新领袖:一个精心打扮的女人，名叫爱丽丝。在接下来的冲突中，蝙蝠女侠发现到爱丽丝只会引用刘易斯·卡罗尔的话，她认为自己就是爱丽丝·利朵。爱丽丝否认与疯帽匠有关系。
在参加哥谭市警察局举办的派对时，凯特遇见了警探麦琪·索耶，并与她的表妹贝特·凯恩(又名《少年泰坦》中的火鸟)眉来眼去。凯特显然没有意识到她的表姐的义务警员活动，无意中伤害了她的感情。在和麦琪跳舞的时候，凯特发现爱丽丝绑架了她的父亲，并计划通过在被劫持的飞机上传播一种致命的空气化学物质来摧毁高谭市，从而在曼海姆失败的地方取得了成功。蝙蝠女侠登上飞机，打败了爱丽丝的手下，最终阻止了她的阴谋，并在这个过程中营救了她的父亲。然而，爱丽丝不小心从飞机上摔了下来，结果被蝙蝠女侠抓住了。爱丽丝说蝙蝠女侠长着“我们父亲的眼睛”，这让她震惊不已，显然她是凯特的妹妹贝思(据父亲所言她多年前就被杀了)。当蝙蝠女被这个发现惊呆的时候，爱丽丝用刀刺伤了她的手腕。蝙蝠女侠被迫松开她的手，让爱丽丝从飞机上跌落河中。
在这一发现之后，凯特把自己锁在了犯罪实验室里，试图理清刚刚发生的事情，而警方徒劳地试图打捞爱丽丝的尸体。在穿插在大部分刊物的闪回故事中，讲述她的童年时代，她的双胞胎妹妹贝丝和他们的母亲被绑架了。凯特的父亲带队解救了她，但她的母亲都在他到来的时候被杀害了但在现场没法现她妹妹的踪迹，之后一年雅各布都在试图寻找贝丝的消息但一无所获只能宣告小女儿已死。
蝙蝠女侠之后开始追捕一个疯狂的连环杀手，被称为“切割者”，为了给他的女友制造一张年轻的脸，他一直在绑架年轻女性，并割下她们的部分脸皮。他最终绑架了贝特·凯恩，但凯特跟踪凶手并袭击了他。在战斗中，蝙蝠女侠提及了贝特之前说过自己的网球生涯时贝特发现了凯特是蝙蝠女侠的事实。
之后蝙蝠女侠出现在一个新的正义联盟短连载《正义的呐喊》中。当美国正义联盟在布鲁斯·韦恩的死和与暗影联盟的对峙后分裂时，绿灯侠哈尔·乔丹带领一群超级英雄去了哥谭市，以追捕名叫普罗米修斯的反派。凯特在遇到泥面人后，就在屋顶上跟踪那些英雄。蝙蝠女侠后来联系了JLA瞭望塔的两个成员，告诉他们她遇到了超级大反派德洛丽丝·温特斯，后者在她即将被拘留之际神秘地病倒并去世。英雄们要求凯特把尸体交给他们，但她拒绝了，告诉他们，由于哥谭市发生了一连串的犯罪起义，她太忙了。随后，火风暴被派去从凯特那里取回尸体并带回给团队，他们发现德洛丽丝是被意念控制装置迫使来战斗的。在的一篇文章中，编剧詹姆斯·罗宾逊透露，蝙蝠女侠最初的是计划成为他的新正义联盟成员的一部分，但在《正义的呐喊》被缩短为短连载之后，这一项计划宣告取消。这就解释了为什么蝙蝠女侠会出现在第一期的封面上，以及为什么当这本书开始出版的时候，有人透露说她是团队的一员。
之后,凯特出现《蝙蝠侠和罗宾》的连载中。蝙蝠女侠被信徒们被绑架希望她能再次被处死。她被关在棺材里，被带到地下最后一个拉撒路池，以便仪式开始。迪克·格雷森和英国超级英雄骑士和乡绅的及时干预拯救了她。在得知格雷森打算把布鲁斯·韦恩的尸体放进池里让他复活后，凯特强烈抗议，但他只是无视她。在凯特的警告下，布鲁斯(在现实中是由暗黑德创造的一个疯狂的克隆人)从拉撒路池中出来攻击英雄。随着战斗的进行，绑架凯特的邪教分子在矿井周围引爆了炸药，造成了大规模的塌陷。格雷森发现了被活埋的凯特并试图帮助她，她的脊椎和双腿严重受伤。凯特被安置在坑内治愈，之后她和其他人一起回到高谭。在返回她家之前，格雷森和凯特调情，告诉她他喜欢红头发的义警(指他以前的恋人芭芭拉·戈登和星火)，显然不知道凯特的性取向。

#### 2010至2015年：新52
2010年，DC宣布，蝙蝠女侠将由作家J·H·威廉姆斯三世和W·哈登·布莱克曼共同撰写这一系列作品，画师为艾米·里德·哈德利。2010年11月24日，第零期发布，《蝙蝠女侠》第一期原定于2011年2月发布，后来推迟到了春季;之后在3月初，DC宣布，在2011年秋季，《蝙蝠女侠》第一期将会作为重新启动的DC宇宙的一部分发布。2013年9月，联合编剧J.H.威廉姆斯和W·哈登·布莱克曼宣布，他们将在12月之后离开《蝙蝠女侠》。他们说他们离开的原因有很多，比如DC不允许拓展杀手克罗克的背景故事，保留他们最初的结局，或者展示凯特和麦琪结婚的场景。在此之前，2013年2月，《蝙蝠女侠》第17期宣布凯特和麦琪的求婚。
在新52中，蝙蝠女侠参加了由神奇女侠打造的一支由女性组成的英雄团队，目的是击退由伊沃教授策划的外星人对华盛顿特区的入侵。战斗结束后，凯特问神奇女侠是否愿意陪凯特和其他人去酒吧庆祝一下，但神奇女侠婉言谢绝了他们的邀请，去参加她的老朋友凡妮莎·卡帕特利斯的大学毕业典礼。
在《蝙蝠侠群英会》中，蝙蝠女侠在追捕一个名叫约翰尼·瓦伦丁的歹徒时出现，他因与三名海军陆战队员谋杀案有关而被通缉。她跟踪他去了当地的一个马戏团，就是她的前任凯西·凯恩曾经拥有的那个马戏团。在一个闹鬼的房子里追逐瓦朗蒂娜时，蝙蝠女侠遭到了凯西鬼魂的袭击。蝙蝠女侠挣扎着，最终打败了“幽灵”，这个“幽灵”只不过是一个金发女刺客，戴着假发，模仿着凯西的服装。凯特意识到她认出了凶手，并要求父亲进行面部识别扫描。当凯特制服了袭击她的人时，她的父亲透露瓦伦丁和一个在南美活动的大反派有关，并告诉凯特她需要下去看看发生了什么。
| 标题                     | 包含期刊                                            | 出版日期   | 出版编号         |
| ------------------------ | --------------------------------------------------- | ---------- | ---------------- |
| 蝙蝠女侠:挽歌            | 侦探漫画# 854-860                                   | 2010年7月  | 978 - 1401231460 |
| 蝙蝠女侠                 | 侦探漫画# 854-863                                   | 2017年6月  | 978 - 1401274139 |
| 蝙蝠女侠卷1:水文学       | 蝙蝠女侠 #1-5 #0                                    | 2012年6月  | 978 - 1781163610 |
| 蝙蝠女侠卷2:淹没世界     | 蝙蝠女侠 #6-11                                      | 2013年1月  | 978 - 1401237905 |
| 蝙蝠女侠卷3:世界最佳搭档 | 蝙蝠女侠 #0(卷2),#12-17                             | 2013年9月  | 978 - 1401242466 |
| 蝙蝠女侠卷4:稠密之血     | 蝙蝠女侠 #18-24                                     | 2014年11月 | 978 - 1401242466 |
| 蝙蝠女侠卷4:陷阱         | 蝙蝠女侠 #25-34,年刊#1                              | 2014年11月 | 978 - 1401250829 |
| 蝙蝠女侠卷6:未解之谜     | 秘密起源#3,蝙蝠女侠#35-40,年刊#2,蝙蝠女侠未来末日#1 | 2015年6月  | 978 - 1401254681 |

#### 2016年至今：DC宇宙重生
在《侦探漫画》中，蝙蝠侠招募了蝙蝠女侠为年轻英雄们组织一个“训练营”，包括红罗宾、孤儿、搅局者和泥面人。在第一个故事性中描述了蝙蝠侠带领着蝙蝠家族与一个军方模仿蝙蝠侠的团队作战的故事。接下来是蝙蝠侠联动故事怪物大军之夜。在943至947期中一群因蝙蝠侠“附带损害”而诞生的反派自称为受害者辛迪加,试图结束蝙蝠侠的义警生涯。948和949的故事为蝙蝠女侠起源。这两刊也让蝙蝠女侠拥有了自己的连载。
2017年2月发行《蝙蝠女侠:重生》并将于2017年3月的《蝙蝠女侠》中继续连载。

## 其他媒體

### 電視
- 綠箭宇宙：由露比·蘿絲飾演「蝙蝠女俠」凱特凱恩。第二季改由華莉絲·黛（英语：Wallis Day）飾演。
  - 影集《蝙蝠女俠》（2019）
  - 影集《閃電俠》客串
  - 影集《綠箭俠》客串
  - 影集《女超人》客串
  - 影集《明日傳奇》客串
- 《少年正義聯盟》：第三季登場。當聯合國秘書長雷克斯·路瑟提出阻止正義聯盟干涉人類販運的法律之後，她似乎是與蝙蝠俠一同退出的正義聯盟成員之一。